# Зон, Борис Абрамович
Борис Абрамович Зон (30 марта 1944 — 30 декабря 2020) — российский учёный, доктор физико-математических наук (1979), профессор (1980), заслуженный деятель науки Российской Федерации (1996).

## Биография
Родился 30 марта 1944 года в Воронеже.
Окончил физический факультет Воронежского государственного университета (1967). Работал там же: ассистент, старший преподаватель, доцент, профессор кафедры теоретической физики. С 1980 г. — заведующий кафедрой математической физики.

## Научная деятельность
Область научных интересов — квантовая радиофизика.

### Научные труды
Диссертации
- Процессы второго порядка в кулоновском поле — Воронеж, 1970. — 103 с.
- Теория многоквантовых процессов в атомах и простых молекулах 01.04.04. — Воронеж, 1978. — 211 с. : ил.

Научные работы
Автор свыше 150 научных работ, в том числе:
- Поляризационное тормозное излучение частиц и атомов / М. Я. Амусья, В. М. Буймистров, Б. А. Зон, В. Н. Цытович.]; Отв. ред. В. Н. Цытович, И. М. Ойрингель; АН СССР, Сиб. отд-ние, Вост.-Сиб. фил. — М. : Наука, 1987. — 334,[1] с. : ил.; 22 см;
- Теория многофотонных процессов в атомах / Л. П. Рапопорт, Б. А. Зон, Н. Л. Манаков. — Москва : Атомиздат, 1978. — 182 с. : граф.; 21 см.
- Polarization bremsstrahlung of particles and atoms. M Amusia, V Buimistrov, B Zon, V Tsytovich — 1992. Plenum Press, New York.
- Лекции по интегральным уравнениям : учеб. пособие для студентов вузов по спец. 010400 «Физика» / Б. А. Зон. — М. : Высш. шк., 2004. — 91,[1] с. : ил., портр.; 21 см; ISBN 5-06-004753-9

## Награды и звания
Доктор физико-математических наук (1979), профессор (1980), заслуженный деятель науки Российской Федерации (09.03.1996).